# Інман (Канзас)
Інман (англ. Inman) — місто (англ. city) в США, в окрузі Макферсон штату Канзас. Населення — 1341 особа (2020).

## Географія
Інман розташований за координатами 38°13′50″ пн. ш. 97°46′22″ зх. д. / 38.23056° пн. ш. 97.77278° зх. д. (38.230420, -97.772740).  За даними Бюро перепису населення США в 2010 році місто мало площу 1,52 км², уся площа — суходіл.

## Демографія
Згідно з переписом 2010 року, у місті мешкало 1377 осіб у 513 домогосподарствах у складі 347 родин. Густота населення становила 909 осіб/км².  Було 566 помешкань (373/км²).
Расовий склад населення:
| - 96,0 % — білих - 0,4 % — корінних американців - 0,3 % — азіатів - 0,1 % — чорних або афроамериканців |

До двох чи більше рас належало 2,5 %. Частка іспаномовних становила 3,1 % від усіх жителів.
За віковим діапазоном населення розподілялося таким чином: 23,5 % — особи молодші 18 років, 46,4 % — особи у віці 18—64 років, 30,1 % — особи у віці 65 років та старші. Медіана віку мешканця становила 45,2 року. На 100 осіб жіночої статі у місті припадало 88,9 чоловіків;  на 100 жінок у віці від 18 років та старших — 82,4 чоловіків також старших 18 років.
Середній дохід на одне домашнє господарство  становив 57 245 доларів США (медіана — 41 341), а середній дохід на одну сім'ю — 73 743 долари (медіана — 60 313). Медіана доходів становила 46 641 долар для чоловіків та 30 595 доларів для жінок. За межею бідності перебувало 12,4 % осіб, у тому числі 14,3 % дітей у віці до 18 років та 15,3 % осіб у віці 65 років та старших.
Цивільне працевлаштоване населення становило 621 осіб. Основні галузі зайнятості: освіта, охорона здоров'я та соціальна допомога — 34,1 %, виробництво — 17,9 %, роздрібна торгівля — 15,0 %.